# Eutropis
Eutropis és un gènere d'escíncids pertany a la subfamília Lygosominae, on es desglossen una sèrie d'espècies que amb anterioritat pertanyien al gènere Mabuya. Aquestes espècies poden ser trobades a Àsia.

## Taxonomia
- Eutropis allapallensis
- Eutropis andamanensis
- Eutropis beddomii
- Eutropis bibronii
- Eutropis carinata
- Eutropis clivicola
- Eutropis cumingi
- Eutropis darevskii
- Eutropis dissimilis
- Eutropis englei
- Eutropis gansi
- Eutropis grandis
- Eutropis indeprensa
- Eutropis innotata
- Eutropis longicaudata
- Eutropis macularia
- Eutropis multicarinata
- Eutropis multifasciata
- Eutropis nagarjuni
- Eutropis novemcarinata
- Eutropis quadratilobus
- Eutropis quadricarinata
- Eutropis rudis
- Eutropis rugifera
- Eutropis trivittata
- Eutropis tytleri